# Georgios Christakis-Zografos
Georgios Christakis-Zografos (griechisch Γεώργιος Χρηστάκης-Ζωγράφος; * 8. März 1863 in Paris; † 24. Juni 1920 in Athen) war ein griechischer Politiker, kurzzeitiger Außenminister und 1914 Präsident der Autonomen Republik Nordepirus.

Georgios Christakis-Zografos

## Leben
Christakis-Zografos war der Sohn des Unternehmers Christakis Zografos von Qestorati in der Präfektur Gjirokastër (heute Albanien). Er studierte in Paris und München Rechtswissenschaft und Politikwissenschaft. 1905 wurde er für die Präfektur Karditsa in das griechische Parlament gewählt und im August 1909 diente er als Außenminister Griechenlands. Er wurde zu einer führenden Figur der griechischen Nationalbewegung. Nach den Balkankriegen wurde er zum Generalgouverneur der von der griechischen Armee eroberten Region Epirus ernannt (vom 29. März bis 31. Dezember 1913).
Als die europäischen Großmächte entschieden, Nordepirus Albanien zuzusprechen, brach im Februar 1914 ein Aufstand griechischer Epiroten gegen die Eingliederung in das albanische Staatsgebiet aus. Die ansässigen Griechen bildeten am 28. Februar 1914 eine provisorische Regierung mit Zografos als Präsident, die am folgenden Tag in Gjirokastra die Autonomie der Region Nordepirus proklamierte. Die Griechen unter Zografos begannen daraufhin mit der Verfolgung der albanisch-moslemischen Bevölkerung in ihrem Einflussbereich.
Am 17. Mai wurde auf Vermittlung der Großmächte eine Konvention auf Korfu unterzeichnet, die den Hauptforderungen der Aufständischen entsprach und volle Autonomie innerhalb der albanischen Grenzen garantierte. Korça und Gjirokastra wurden zu autonomen Provinzen erhoben. Am 27. Oktober, nachdem der Erste Weltkrieg ausgebrochen war und Unruhe in Albanien herrschte, besetzten die griechischen Truppen Nordepirus zum zweiten Mal.
Christakis-Zografos wurde den bei folgenden Wahlen ins griechische Parlament gewählt. 1915 bekleidete er nochmals für drei Monate das Amt des Außenministers. Dabei unterstützte er den Eintritt Griechenlands auf der Seite der Entente in den Ersten Weltkrieg.